# El Salvador nos Jogos Pan-Americanos de 2019
El Salvador competiu nos Jogos Pan-Americanos de 2019 em Lima de 26 de julho a 11 de agosto de 2019.
Em 1 de julho de 2019, o arqueiro Roberto Hernández foi nomeado como porta-bandeira da delegação na cerimônia de abertura. No mesmo dia, o Comitê Olímpico de El Salvador anunciou a equipe completa de 56 atletas (29 homens e 27 mulheres) para competir em 21 esportes. Posteriormente, três atletas (um homem e duas mulheres) foram adicionados à equipe.

## Competidores
Abaixo está a lista de competidores (por gênero) participando dos jogos por esporte/disciplina.
| Esporte               | Homens | Mulheres | Total |
| --------------------- | ------ | -------- | ----- |
| Atletismo             | 2      | 0        | 2     |
| Badminton             | 1      | 1        | 2     |
| Boliche               | 2      | 2        | 4     |
| Boxe                  | 0      | 2        | 2     |
| Esgrima               | 0      | 1        | 1     |
| Fisiculturismo        | 1      | 1        | 2     |
| Ginástica             | 1      | 1        | 2     |
| Judô                  | 1      | 0        | 1     |
| Levantamento de peso  | 2      | 1        | 3     |
| Lutas                 | 0      | 1        | 1     |
| Natação               | 2      | 4        | 6     |
| Natação artística     | —      | 2        | 2     |
| Patinação sobre rodas | 0      | 2        | 2     |
| Pelota basca          | 1      | 0        | 1     |
| Remo                  | 0      | 1        | 1     |
| Squash                | 3      | 0        | 3     |
| Surfe                 | 1      | 2        | 3     |
| Tênis                 | 3      | 0        | 3     |
| Tiro com arco         | 2      | 1        | 3     |
| Tiro esportivo        | 4      | 5        | 9     |
| Triatlo               | 1      | 0        | 1     |
| Vela                  | 1      | 0        | 1     |
| Voleibol              | 2      | 2        | 4     |
| Total                 | 30     | 29       | 59    |

## Medalhistas
| Nome              | Esporte        | Evento              | Gênero    | Dia          | Medalha |
| ----------------- | -------------- | ------------------- | --------- | ------------ | ------- |
| Roberto Hernández | Tiro com arco  | Composto individual | Masculino | 10 de agosto | Ouro    |
| Paulina Zamora    | Fisiculturismo | Fitness             | Feminino  | 10 de agosto | Ouro    |
| Yuri Rodríguez    | Fisiculturismo | Clássico            | Masculino | 10 de agosto | Ouro    |
| Bryan Pérez       | Surfe          | Aberto              | Masculino | 5 de agosto  | Bronze  |

| Sport          | Medalha de ouro | Medalha de prata | Medalha de bronze | Total |
| Fisiculturismo | 2               | 0                | 0                 | 2     |
| Tiro com arco  | 1               | 0                | 0                 | 1     |
| Surfe          | 0               | 0                | 1                 | 1     |
| Total          | 3               | 0                | 1                 | 4     |

## Atletismo
El Salvador qualificou dois atletas masculinos.
Chave
- Nota– Posições para os eventos de pista são para a fase inteira
- NH = Sem altura
- SB = Melhor da temporada

Masculino
Eventos de pista
| Atleta              | Evento              | Semifinais | Semifinais | Final       | Final       |
| Atleta              | Evento              | Resultado  | Posição    | Resultado   | Posição     |
| ------------------- | ------------------- | ---------- | ---------- | ----------- | ----------- |
| Pablo Andrés Ibáñez | 400 m com barreiras | 50.70 SB   | 10ª        | Não avançou | Não avançou |

Eventos de campo
| Atleta       | Evento         | Final     | Final   |
| Atleta       | Evento         | Distância | Posição |
| ------------ | -------------- | --------- | ------- |
| Natán Rivera | Salto com vara | NH        | NH      |

## Badminton
El Salvador qualificou uma equipe de dois atletas de badminton (um homem e uma mulher).
| Atleta                      | Evento               | Primeira rodada      | Segunda rodada                          | Oitavas-de-final     | Quartas-de-final     | Semifinais           | Final                | Posição     |
| Atleta                      | Evento               | Adversário Resultado | Adversário Resultado                    | Adversário Resultado | Adversário Resultado | Adversário Resultado | Adversário Resultado | Posição     |
| --------------------------- | -------------------- | -------------------- | --------------------------------------- | -------------------- | -------------------- | -------------------- | -------------------- | ----------- |
| Uriel Artiga                | Individual masculino | Bye                  | Coelho (BRA) L 0–2 (19–21, 11–21)       | Não avançou          | Não avançou          | Não avançou          | Não avançou          | Não avançou |
| Fatima Fuentes              | Individual feminino  | Bye                  | Wang (USA) L 0–2 (8–21, 8–21)           | Não avançou          | Não avançou          | Não avançou          | Não avançou          | Não avançou |
| Uriel Artiga Fatima Fuentes | Duplas mistas        | —                    | Solís / Soto (GUA) L 0–2 (15–21, 11–21) | Não avançou          | Não avançou          | Não avançou          | Não avançou          | Não avançou |

## Boliche
El Salvador classificou uma equipe completa de dois homens e duas mulheres ao ficar entre os cinco primeiros do Torneio Campeão dos Campeões da PABCON.
| Atleta                               | Evento               | Classificação / Final | Classificação / Final | Classificação / Final | Classificação / Final | Classificação / Final | Classificação / Final | Classificação / Final | Classificação / Final | Classificação / Final | Classificação / Final | Classificação / Final | Classificação / Final | Classificação / Final | Classificação / Final | Eliminatórias | Eliminatórias | Eliminatórias | Eliminatórias | Eliminatórias | Eliminatórias | Eliminatórias | Eliminatórias | Eliminatórias | Eliminatórias | Eliminatórias | Semifinal            | Final                | Final       |
| Atleta                               | Evento               | Bloco 1               | Bloco 1               | Bloco 1               | Bloco 1               | Bloco 1               | Bloco 1               | Bloco 2               | Bloco 2               | Bloco 2               | Bloco 2               | Bloco 2               | Bloco 2               | Bloco 2               | Posição               | Eliminatórias | Eliminatórias | Eliminatórias | Eliminatórias | Eliminatórias | Eliminatórias | Eliminatórias | Eliminatórias | Eliminatórias | Eliminatórias | Eliminatórias | Semifinal            | Final                | Final       |
| Atleta                               | Evento               | 1                     | 2                     | 3                     | 4                     | 5                     | 6                     | 7                     | 8                     | 9                     | 10                    | 11                    | 12                    | Total                 | Posição               | 1             | 2             | 3             | 4             | 5             | 6             | 7             | 8             | Total         | Grande total  | Posição       | Adversário Resultado | Adversário Resultado | Posição     |
| ------------------------------------ | -------------------- | --------------------- | --------------------- | --------------------- | --------------------- | --------------------- | --------------------- | --------------------- | --------------------- | --------------------- | --------------------- | --------------------- | --------------------- | --------------------- | --------------------- | ------------- | ------------- | ------------- | ------------- | ------------- | ------------- | ------------- | ------------- | ------------- | ------------- | ------------- | -------------------- | -------------------- | ----------- |
| Luis Bendeck                         | Individual masculino | 182                   | 245                   | 267                   | 251                   | 214                   | 244                   | 187                   | 206                   | 167                   | 211                   | 217                   | 237                   | 2628                  | 12º                   | Não avançou   | Não avançou   | Não avançou   | Não avançou   | Não avançou   | Não avançou   | Não avançou   | Não avançou   | Não avançou   | Não avançou   | Não avançou   | Não avançou          | Não avançou          | Não avançou |
| Júlio Acosta                         | Individual masculino | 171                   | 233                   | 176                   | 193                   | 180                   | 191                   | 170                   | 202                   | 186                   | 209                   | 210                   | 196                   | 2317                  | 30º                   | Não avançou   | Não avançou   | Não avançou   | Não avançou   | Não avançou   | Não avançou   | Não avançou   | Não avançou   | Não avançou   | Não avançou   | Não avançou   | Não avançou          | Não avançou          | Não avançou |
| Luis Bendeck Júlio Acosta            | Duplas masculinas    | 334                   | 409                   | 374                   | 384                   | 343                   | 301                   | 353                   | 397                   | 433                   | 430                   | 366                   | 376                   | 4500                  | 15º                   | —             | —             | —             | —             | —             | —             | —             | —             | —             | —             | —             | —                    | —                    | —           |
| Edith Quintanilla                    | Individual feminino  | 247                   | 188                   | 173                   | 180                   | 202                   | 235                   | 161                   | 199                   | 163                   | 183                   | 187                   | 174                   | 2292                  | 22º                   | Não avançou   | Não avançou   | Não avançou   | Não avançou   | Não avançou   | Não avançou   | Não avançou   | Não avançou   | Não avançou   | Não avançou   | Não avançou   | Não avançou          | Não avançou          | Não avançou |
| Sandra Quintanilla                   | Individual feminino  | 141                   | 197                   | 157                   | 203                   | 191                   | 217                   | 131                   | 194                   | 197                   | 216                   | 166                   | 190                   | 2200                  | 25º                   | Não avançou   | Não avançou   | Não avançou   | Não avançou   | Não avançou   | Não avançou   | Não avançou   | Não avançou   | Não avançou   | Não avançou   | Não avançou   | Não avançou          | Não avançou          | Não avançou |
| Edith Quintanilla Sandra Quintanilla | Duplas femininas     | 334                   | 312                   | 336                   | 382                   | 324                   | 391                   | 327                   | 320                   | 329                   | 355                   | 402                   | 365                   | 4177                  | 15º                   | —             | —             | —             | —             | —             | —             | —             | —             | —             | —             | —             | —                    | —                    | —           |

## Boxe
El Salvador qualificou duas boxeadores.
Feminino
| Atleta             | Evento | Quartas-de-final     | Semifinais           | Final                | Posição     |
| Atleta             | Evento | Adversária Resultado | Adversária Resultado | Adversária Resultado | Posição     |
| ------------------ | ------ | -------------------- | -------------------- | -------------------- | ----------- |
| Cynthia Madrid     | 51 kg  | Cardozo (VEN) L 0–5  | Não avançou          | Não avançou          | Não avançou |
| Yamileth Solórzano | 57 kg  | Ramirez (USA) L 0–5  | Não avançou          | Não avançou          | Não avançou |

## Esgrima
El Salvador qualificou uma esgrimista para o florete, após Porto Rico recusar sua vaga.
Feminino
| Atleta          | Evento  | Fase de grupo | Fase de grupo | Oitavas-de-final     | Quartas-de-final     | Semifinais           | Final                | Final       |
| Atleta          | Evento  | Vitórias      | Posição       | Adversária Resultado | Adversária Resultado | Adversária Resultado | Adversária Resultado | Posição     |
| --------------- | ------- | ------------- | ------------- | -------------------- | -------------------- | -------------------- | -------------------- | ----------- |
| Ivania Carballo | Florete | 0             | 17ª           | Não avançou          | Não avançou          | Não avançou          | Não avançou          | Não avançou |

## Fisiculturismo
El Salvador qualificou uma equipe completa de dois fisiculturistas (um homem e uma mulher). Na estreia do esporte nos Jogos Pan-Americanos, a equipe ganhou as duas medalhas de ouro em disputa.
| Atleta         | Evento                            | Pré-julgamento | Pré-julgamento | Final  | Final           |
| Atleta         | Evento                            | Pontos         | Posição        | Pontos | Posição         |
| -------------- | --------------------------------- | -------------- | -------------- | ------ | --------------- |
| Yuri Rodriguez | Fisiculturismo clássico masculino | —              | —              | 36     | Medalha de ouro |
| Paulina Zamora | Fitness feminino                  | —              | —              | 21     | Medalha de ouro |

- Não houve divulgação de resultados na fase de pré-julgamento, com as seis melhores qualificadas à final.

## Ginástica

### Artística
El Salvador qualificou um ginasta masculino e uma feminina.
Masculino
| Atleta       | Evento           | Qualificação | Qualificação | Qualificação | Qualificação | Qualificação | Qualificação | Total  | Posição | Final       | Final       | Final       | Final       | Final       | Final       | Total       | Posição     |
| Atleta       | Evento           | F            | PH           | R            | V            | PB           | HB           | Total  | Posição | F           | PH          | R           | V           | PB          | HB          | Total       | Posição     |
| ------------ | ---------------- | ------------ | ------------ | ------------ | ------------ | ------------ | ------------ | ------ | ------- | ----------- | ----------- | ----------- | ----------- | ----------- | ----------- | ----------- | ----------- |
| Fabio Chicas | Individual geral | 8.500        | 11.650       | 9.500        | 12.250       | 12.200       | 9.850        | 63.950 | 38ª     | Não avançou | Não avançou | Não avançou | Não avançou | Não avançou | Não avançou | Não avançou | Não avançou |

Feminino
| Atleta      | Evento           | Qualificação | Qualificação | Qualificação | Qualificação | Total  | Posição | Final  | Final  | Final  | Final  | Total  | Posição |
| Atleta      | Evento           | V            | UB           | BB           | F            | Total  | Posição | V      | UB     | BB     | F      | Total  | Posição |
| ----------- | ---------------- | ------------ | ------------ | ------------ | ------------ | ------ | ------- | ------ | ------ | ------ | ------ | ------ | ------- |
| Paola Ruano | Individual geral | 12.400       | 11.025       | 11.800       | 11.350       | 46.575 | 27 Q    | 12.150 | 10.825 | 11.700 | 11.100 | 45.775 | 23ª     |

## Judô
El Salvador qualificou um judoca masculino. Juan Diego Turcios qualificou para competir na categoria até 81 kg, mas não bateu o peso. Portanto, ele não competiu no evento.

## Levantamento de peso
El Salvador qualificou três halterofilistas (dois homens e uma mulher).
| Atleta                  | Evento          | Arranque  | Arranque | Arremesso | Arremesso | Total | Posição |
| Atleta                  | Evento          | Resultado | Posição  | Resultado | Posição   | Total | Posição |
| ----------------------- | --------------- | --------- | -------- | --------- | --------- | ----- | ------- |
| Julio Salamanca         | 61 kg masculino | 105       | 8ª       | 137       | 8ª        | 242   | 8ª      |
| Juan Carlos Álvarez     | 96 kg masculino | 125       | 14ª      | 160       | 13ª       | 285   | 13ª     |
| Caren Torres de Fuentes | +87 kg feminino | 90        | 4ª       | 115       | 4ª        | 205   | 4ª      |

## Lutas
El Salvador recebeu um convite na disciplina livre feminino.
Livre
Feminino
| Atleta            | Evento | Quartas-de-final     | Semifinais           | Repescagem           | Final / BM           | Posição     |
| Atleta            | Evento | Adversária Resultado | Adversária Resultado | Adversária Resultado | Adversária Resultado | Posição     |
| ----------------- | ------ | -------------------- | -------------------- | -------------------- | -------------------- | ----------- |
| Josselyn Portillo | 76 kg  | Olaya (COL) L 0–3F   | Não avançou          | Não avançou          | Não avançou          | Não avançou |

## Natação
El Salvador qualificou seis nadadores (dois homens e quatro mulheres), incluindo três nas águas abertas.
Chave
- Nota – Posições são dadas para a fase inteira
- NR – Recorde nacional
- QA – Qualificado à final A
- QB – Qualificado à final B

| Atleta                  | Evento                 | Eliminatória   | Eliminatória | Final          | Final       |
| Atleta                  | Evento                 | Tempo          | Pos.         | Tempo          | Pos.        |
| ----------------------- | ---------------------- | -------------- | ------------ | -------------- | ----------- |
| Marcelo Acosta          | 200 m livre masculino  | 1:52.91        | 15ª QB       | 1:52.87        | 13ª         |
| Marcelo Acosta          | 400 m livre masculino  | 3:52.17        | 4ª QA        | 3:54.20        | 7ª          |
| Marcelo Acosta          | 800 m livre masculino  | —              | —            | 8:00.98        | 5ª          |
| Marcelo Acosta          | 1500 m livre masculino | —              | —            | 15:21.03       | 4ª          |
| Nector Segovia          | 10 km masculino        | —              | —            | 2:13:21.0      | 18ª         |
| Carmen Marquez Orellana | 100 m costas feminino  | 1:01.92 NR     | 5ª QA        | 1:03.07        | 7ª          |
| Carmen Marquez Orellana | 200 m costas feminino  | 2:18.68 NR\|NR | 11ª QB       | 2:14.76 NR\|NR | 9ª          |
| Elisa Funes Jovel       | 100 m peito feminino   | 1:14.85 NR\|NR | 15ª QB       | 1:14.67 NR\|NR | 15ª         |
| Elisa Funes Jovel       | 200 m peito feminino   | 2:43.92        | 16ª QB       | 2:41.49 NR     | 14ª         |
| Elisa Funes Jovel       | 200 m medley feminino  | 2:27.80        | 19ª          | Não avançou    | Não avançou |
| Fatima Flores           | 10 km feminino         | —              | —            | 2:18:05.9      | 16ª         |
| Fatima Portillo         | 10 km feminino         | —              | —            | 2:25:22.2      | 17ª         |

## Natação artística
El Salvador qualificou um dueto de duas atletas, na primeira participação do país no esporte desde 2003.
Feminino
| Atleta                       | Evento | Rotina técnica | Rotina técnica | Rotina livre (Final) | Rotina livre (Final) | Rotina livre (Final) | Rotina livre (Final) |
| Atleta                       | Evento | Pontos         | Posição        | Pontos               | Posição              | Pontos totais        | Posição              |
| ---------------------------- | ------ | -------------- | -------------- | -------------------- | -------------------- | -------------------- | -------------------- |
| Fernanda Cruz Grecia Mendoza | Dueto  | 63.1943        | 11º            | 65.4333              | 10º                  | 128.6276             | 11º                  |

## Patinação sobre rodas
El Salvador qualificou duas patinadoras na disciplina de velocidade.

### Velocidade
Feminino
| Atleta          | Evento                 | Eliminatória | Eliminatória | Semifinal   | Semifinal   | Final       | Final       |
| Atleta          | Evento                 | Tempo        | Posição      | Tempo       | Posição     | Tempo/Volta | Posição     |
| --------------- | ---------------------- | ------------ | ------------ | ----------- | ----------- | ----------- | ----------- |
| Ivonne Nochez   | 300 m contra o relógio | —            | —            | —           | —           | 27.685      | 8ª          |
| Ivonne Nochez   | 500 m                  | 48.091       | 4ª           | Não avançou | Não avançou | Não avançou | Não avançou |
| Elizabeth Giron | 10000 m eliminação     | —            | —            | —           | —           | EL (19)     | EL (19)     |

## Pelota basca
El Salvador qualificou um atleta na pelota basca.
Masculino
| Atleta        | Evento                            | Fase de grupo        | Fase de grupo         | Fase de grupo        | Fase de grupo        | Fase de grupo | Semifinais           | Final / BM           | Final / BM  |
| Atleta        | Evento                            | Adversário Resultado | Adversário Resultado  | Adversário Resultado | Adversário Resultado | Posição       | Adversário Resultado | Adversário Resultado | Posição     |
| ------------- | --------------------------------- | -------------------- | --------------------- | -------------------- | -------------------- | ------------- | -------------------- | -------------------- | ----------- |
| Efrain Segura | Pelota de goma frontón individual | González (CUB) D 0–2 | Andreasen (ARG) D 0–2 | Carrasco (PER) D 0–2 | Letelier (CHI) V 2–0 | 4º            | Não avançou          | Não avançou          | Não avançou |

## Remo
El Salvador qualified qualificou uma remadora feminina.
Feminino
| Atleta          | Evento                  | Eliminatórias | Eliminatórias | Repescagem | Repescagem | Final   | Final   |
| Atleta          | Evento                  | Tempo         | Posição       | Tempo      | Posição    | Tempo   | Posição |
| --------------- | ----------------------- | ------------- | ------------- | ---------- | ---------- | ------- | ------- |
| Adriana Escobar | Skiff simples peso leve | 8:45.78       | 4ª R          | 8:01.08    | 3ª FB      | 8:12.86 | 8ª      |

- Resultados dados são dentro da eliminatória.

## Squash
El Salvador qualificou uma equipe masculina de três atletas em seu retorno ao esporte nos Jogos Pan-Americanos pela primeira vez desde 2011.
Masculino
Simples e Duplas
| Atleta                    | Evento     | Segunda rodada       | Oitavas-de-final                   | Quartas-de-final     | Semifinais           | Final                | Final       |
| Atleta                    | Evento     | Adversário Resultado | Adversário Resultado               | Adversário Resultado | Adversário Resultado | Adversário Resultado | Posição     |
| ------------------------- | ---------- | -------------------- | ---------------------------------- | -------------------- | -------------------- | -------------------- | ----------- |
| Israel Aguilar            | Individual | Franklin (BER) D 1–3 | Não avançou                        | Não avançou          | Não avançou          | Não avançou          | Não avançou |
| Jose Porras Diaz          | Individual | Franco (GUA) D 1–3   | Não avançou                        | Não avançou          | Não avançou          | Não avançou          | Não avançou |
| Israel Aguilar José Mejia | Duplas     | —                    | Delierre (CAN) Sachvie (CAN) D 1–2 | Não avançou          | Não avançou          | Não avançou          | Não avançou |

Equipe
| Atleta                                     | Evento | Fase de grupos       | Fase de grupos       | Fase de grupos | Oitavas-de-final     | Fase do 9-12º lugar  | Partida do 11º lugar | Partida do 11º lugar |
| Atleta                                     | Evento | Adversário Resultado | Adversário Resultado | Posição        | Adversário Resultado | Adversário Resultado | Adversário Resultado | Posição              |
| ------------------------------------------ | ------ | -------------------- | -------------------- | -------------- | -------------------- | -------------------- | -------------------- | -------------------- |
| Israel Aguilar José Mejia Jose Porras Diaz | Equipe | ARG Argentina D 0–3  | CAN Canadá D 0–3     | 3º Q           | PER Peru D 0–2       | JAM Jamaica D 0–2    | BER Bermudas V 2–1   | 11º                  |

## Surfe
El Salvador qualificou três surfistas (um homem e duas mulheres) para a estreia do esporte nos Jogos Pan-Americanos.
| Atleta         | Evento            | Chave principal 1         | Chave principal 2         | Repescagem 1              | Repescagem 2              | Chave principal 3             | Repescagem 3         | Repescagem 4         | Repescagem 5         | Chave principal 4          | Final / BM                | Posição           |
| Atleta         | Evento            | Adversária Resultado      | Adversária Resultado      | Adversária Resultado      | Adversária Resultado      | Adversária Resultado          | Adversária Resultado | Adversária Resultado | Adversária Resultado | Adversária Resultado       | Adversária Resultado      | Posição           |
| -------------- | ----------------- | ------------------------- | ------------------------- | ------------------------- | ------------------------- | ----------------------------- | -------------------- | -------------------- | -------------------- | -------------------------- | ------------------------- | ----------------- |
| Bryan Perez    | Aberto masculino  | Muniz (ARG) V 11.80–6.17  | Santos (BRA) V 14.94–7.67 | Bye                       | Bye                       | Fillingim (CRC) V 12.57–11.34 | Bye                  | Bye                  | Bye                  | Mesinas (PER) D 8.60–17.47 | Usuna (ARG) D 13.70–16.27 | Medalha de bronze |
| Vanessa Cortez | Aberto feminino   | Zelasko (CAN) D 5.13–9.57 | Não avançou               | Giunta (PER) D 4.70–11.33 | Não avançou               | Não avançou                   | Não avançou          | Não avançou          | Não avançou          | Não avançou                | Não avançou               | 13º               |
| Josselyn Alabi | Stand up feminino | 4.70 Q                    | 5.80                      | Bye                       | Soriano (ECU) D 5.11–5.34 | Não avançou                   | Não avançou          | Não avançou          | Não avançou          | Não avançou                | Não avançou               | 7º                |

## Tênis
El Salvador qualificou três atletas masculinos.
Masculino
| Atleta                          | Evento  | Primeira rodada           | Segunda rodada                   | Oitavas-de-final     | Quartas-de-final     | Semifinais           | Final / BM           | Final / BM  |             |
| Atleta                          | Evento  | Adversário Resultado      | Adversário Resultado             | Adversário Resultado | Adversário Resultado | Adversário Resultado | Adversário Resultado | Posição     |             |
| ------------------------------- | ------- | ------------------------- | -------------------------------- | -------------------- | -------------------- | -------------------- | -------------------- | ----------- | ----------- |
| Alberto Alvarado                | Simples | González (GUA) W 6–1, 6–4 | Barrios (CHI) L 2–6, 2–6         | Não avançou          | Não avançou          | Não avançou          | Não avançou          | Não avançou | Não avançou |
| Kyle Johnson                    | Simples | Maginley (ANT) L 4–6, 3–6 | Não avançou                      | Não avançou          | Não avançou          | Não avançou          | Não avançou          | Não avançou | Não avançou |
| Lluis Miralles                  | Simples | Newman (BAH) L 2–6, 2–6   | Não avançou                      | Não avançou          | Não avançou          | Não avançou          | Não avançou          | Não avançou | Não avançou |
| Alberto Alvarado Lluis Miralles | Duplas  | —                         | King / Redlicki (USA) L 1–6, 1–6 | Não avançou          | Não avançou          | Não avançou          | Não avançou          | Não avançou | Não avançou |

## Tiro com arco
Na primeira qualificatória, El Salvador ganhou duas vagas (uma no recurvo e uma no composto masculino). El Salvador posteriormente qualificaria uma mulher para o recurvo no último torneio de qualificação.
| Atleta                       | Evento                        | Fase de qualificação | Fase de qualificação | Primeira rodada      | Oitavas-de-final                  | Quartas-de-final            | Semifinais                       | Final / BM                  | Posição         |
| Atleta                       | Evento                        | Score                | Seed                 | Adversário Resultado | Adversário Resultado              | Adversário Resultado        | Adversário Resultado             | Adversário Resultado        | Posição         |
| ---------------------------- | ----------------------------- | -------------------- | -------------------- | -------------------- | --------------------------------- | --------------------------- | -------------------------------- | --------------------------- | --------------- |
| Roberto Hernández            | Composto individual masculino | 708                  | 3ª Q                 | —                    | Bye                               | Brassaroto (BRA) W 148–143  | Gonzalez de Alba (MEX) W 146–145 | Gellenthien (USA) W 147–146 | Medalha de ouro |
| Oscar Guillén                | Recurvo individual masculino  | 634                  | 27ª Q                | Alvarado (MEX) L 2–6 | Não avançou                       | Não avançou                 | Não avançou                      | Não avançou                 | Não avançou     |
| Marcela Cortez               | Recurvo individual feminino   | 579                  | 29ª Q                | Rendón (COL) L 2–6   | Não avançou                       | Não avançou                 | Não avançou                      | Não avançou                 | Não avançou     |
| Oscar Guillén Marcela Cortez | Recurvo equipes mistas        | 1216                 | 12ª Q                | —                    | D'Almeida/ dos Santos (BRA) W 6–2 | Duenas/ Barrett (CAN) L 3–5 | Não avançou                      | Não avançou                 | Não avançou     |

## Tiro esportivo
El Salvador qualificou nove atiradores esportivos (três homens e seis mulheres). Posteriormente, o país trocou uma vaga na pistola feminina por uma na pistola masculina.
Masculino
| Atleta           | Evento                      | Qualificação | Qualificação | Final       | Final       |
| Atleta           | Evento                      | Pontos       | Posição      | Pontos      | Posição     |
| ---------------- | --------------------------- | ------------ | ------------ | ----------- | ----------- |
| Angel Barquero   | Pistola de ar 10 m          | 552          | 29ª          | Não avançou | Não avançou |
| Angel Barquero   | Tiro rápido 25 m            | 539          | 16ª          | Não avançou | Não avançou |
| Jorge Pimentel   | Pistola de ar 10 m          | 550          | 31ª          | Não avançou | Não avançou |
| Jorge Pimentel   | Tiro rápido 25 m            | 538          | 17ª          | Não avançou | Não avançou |
| Israel Gutierrez | Carabina de ar 10 m         | 552          | 29ª          | Não avançou | Não avançou |
| Israel Gutierrez | Carabina três posições 50 m | 1131         | 20ª          | Não avançou | Não avançou |
| Noe Preza        | Carabina de ar 10 m         | 605.9        | 22ª          | Não avançou | Não avançou |
| Noe Preza        | Carabina três posições 50 m | 612.8        | 16ª          | Não avançou | Não avançou |

Feminino
| Atleta           | Evento                      | Qualificação | Qualificação | Final       | Final       |
| Atleta           | Evento                      | Pontos       | Posição      | Pontos      | Posição     |
| ---------------- | --------------------------- | ------------ | ------------ | ----------- | ----------- |
| Ashely Dominguez | Pistola de ar 10 m          | 530          | 26ª          | Não avançou | Não avançou |
| Ashely Dominguez | Pistola 25 m                | 539          | 16ª          | Não avançou | Não avançou |
| Erika Landaverde | Pistola de ar 10 m          | 556          | 17ª          | Não avançou | Não avançou |
| Erika Landaverde | Pistola 25 m                | 553          | 19ª          | Não avançou | Não avançou |
| Ana Ramirez      | Carabina de ar 10 m         | 618.1        | 9ª           | Não avançou | Não avançou |
| Ana Ramirez      | Carabina três posições 50 m | 1131         | 15ª          | Não avançou | Não avançou |
| Melissa Perez    | Carabina de ar 10 m         | 601.2        | 21ª          | Não avançou | Não avançou |
| Johanna Pineda   | Carabina três posições 50 m | 1136         | 12ª          | Não avançou | Não avançou |

Misto
| Atletas                         | Evento              | Qualificação | Qualificação | Final       | Final       |
| Atletas                         | Evento              | Pontos       | Posição      | Pontos      | Posição     |
| ------------------------------- | ------------------- | ------------ | ------------ | ----------- | ----------- |
| Jorge Pimentel Erika Landaverde | Pistola de ar 10 m  | 731          | 21ª          | Não avançou | Não avançou |
| Angel Barquero Ashely Dominguez | Pistola de ar 10 m  | 721          | 23ª          | Não avançou | Não avançou |
| Israel Gutierrez Ana Ramirez    | Carabina de ar 10 m | 820.4        | 11ª          | Não avançou | Não avançou |
| Noe Preza Melissa Perez         | Carabina de ar 10 m | 815.6        | 15ª          | Não avançou | Não avançou |

## Triatlo
El Salvador recebeu um convite para um triatleta masculino.
Masculino
| Atleta         | Evento     | Natação (1.5 km) | Trans 1 | Ciclismo (40 km) | Trans 2      | Corrida (8.88 km) | Total        | Posição      |
| -------------- | ---------- | ---------------- | ------- | ---------------- | ------------ | ----------------- | ------------ | ------------ |
| Ricardo Garcia | Individual | 21:03            | 1:09    | Não terminou     | Não terminou | Não terminou      | Não terminou | Não terminou |

## Vela
El Salvador qualificou uma vaga no evento laser masculino.
Masculino
| Atleta           | Evento | Regata | Regata | Regata | Regata | Regata | Regata | Regata | Regata | Regata | Regata | Regata | Pontos | Posição |
| Atleta           | Evento | 1      | 2      | 3      | 4      | 5      | 6      | 7      | 8      | 9      | 10     | M      | Pontos | Posição |
| ---------------- | ------ | ------ | ------ | ------ | ------ | ------ | ------ | ------ | ------ | ------ | ------ | ------ | ------ | ------- |
| Enrique Arathoon | Laser  | 13     | 2      | 5      | 7      | 4      | 9      | 3      | 7      | 8      | 1      | 2      | 48     | 4ª      |

## Voleibol

### Praia
El Salvador qualificou quatro atletas (dois homens e duas mulheres).
| Atletas                     | Evento    | Fase preliminar                                | Fase preliminar                                   | Fase preliminar                                 | Fase preliminar | Finais da qualificação                        | Fase de posicionamento                              | Partida de posicionamento                   | Posição |
| Atletas                     | Evento    | Adversários Resultado                          | Adversários Resultado                             | Adversários Resultado                           | Posição         | Adversários Resultado                         | Adversários Resultado                               | Adversários Resultado                       | Posição |
| --------------------------- | --------- | ---------------------------------------------- | ------------------------------------------------- | ----------------------------------------------- | --------------- | --------------------------------------------- | --------------------------------------------------- | ------------------------------------------- | ------- |
| Carlos Escobar David Vargas | Masculino | Satterfield / Burik (USA) L 0–2 (12–21, 10–21) | Capogrosso / Azaad (ARG) L 0–2 (12–21, 12–21)     | Stewart / Phillip (TTO) W 2–0 (21–19, 21–13)    | 3ª Q            | Ontiveros / Virgen (MEX) L 0–2 (16–21, 12–21) | Leonardo / García (GUA) L 1–2 (13–21, 21–17, 11–15) | Medina / Sánchez (DOM) L 0–2 (11–21, 14–21) | 12ª     |
| María Vargas Kathya Vasquez | Feminino  | Allcca / Mendoza (PER) L 0–2 (10–21, 10–21)    | Delís / Martínez (CUB) L 1–2 (21–18, 12–21, 7–15) | Caballero / Valiente (PAR) L 0–2 (17–21, 13–21) | 4ª              | —                                             | Alvarado / Bethancourt (GUA) W 2–0 (21–15, 22–20)   | Davidson / Grant (TTO) W 2–0 (22–20, 21–14) | 13ª     |